# Eduard Osenbrüggen
Eduard Osenbrüggen (født 24. december 1809 i Uetersen, død 9. juni 1879 i Zürich) var en tysk retslærd.
Osenbrüggen blev 1835 privatdocent i klassisk filologi i Kiel, 1842 docent i retsvidenskab sammesteds, 1843 ordentlig professor i Dorpat, 1851 af politiske grunde afskediget af den russiske regering, samme år ordentlig professor i Zürich. Osenbrüggens tidligste arbejder bevægede sig på grænsen mellem filologien og retsvidenskaben — De jure belli et pacis Romanorum liber singularis (1836), Das altrömische Paricidium. Eine philologisch-juristische Abhandlung (1841), Ciceros taler for Milo (1841) og for Rostius (1844). Hans bearbejdelse af Novellæ i brødrene Kriegels udgave af Corpus juris civilis (1840) og afhandlingen Zur Interpretation des Corpus juris civilis (1842) markerede hans overgang til den retsvidenskabelige litteratur. Som en af de første tyske retslærere afholdt Osenbrüggen praktiske kriminalistiske øvelser — Bericht über ein Practicum criminale (1848), Theorie und Praxis des Liv-, Esth- und Curländischen Criminalrechts (I—II 1846—47), Dorpater juristische Studien (1849) og Casuistik des Criminalrechts (1854) —; som retshistoriker opdyrkede han i tilslutning til Wilhelm Eduard Wilda, men ikke efter dennes metode, det hidtil nærmest kun af Wilda bearbejdede forskningsområde, middelalderens tyske strafferet. Efter monografien Der Hausfrieden (1857) fulgte blandt andet Das Alamannische Strafrecht im deutschen Mittelalter (1860), Das Strafrecht der Langobarden (1863) og Studien zur deutschen und schweizerischen Rechtsgeschichte (1868, ny udgave 1881), nøjagtige og grundige pionerarbejder, dog uden det dybere retshistoriske perspektiv. Foruden en lang række tidsskriftafhandlinger og en mængde populærjuridiske taler, foredrag og lignende, Die Ehre im Spiegel der Zeit (1872), Die deutschen Rechtssprichwörter (1876), Eine Metamorphose im deutschen Strafrecht (1878) og mange andre, skrev Osenbrüggen endvidere den kritiske kommentar Die Brandstiiftung in den Strafgesetzbüchern Deutschlands und der deutschen Schweiz (1854) og Abhandlungen aus dem deutschen Strafrecht (I 1857) samt fuldendte Karl Eduard Morstadts Ausführlicher kritischer Commentar zu Feuerbachs Lehrbueh des gemeinen in Deutschland gültigen peinlichen Rechts (1855). Fra 1867 var han medredaktør af Das Gerichtssaal. Osenbrüggens livlige ånd, omfattende kulturhistoriske interesser og levende natursans gav sig udslag i en omfattende litterær produktion angående Schweiz' natur- og kulturliv. Bortset fra en del mindre arbejder offentliggjorde han således Culturhistorische Bilder aus der Schweiz (1862, 2. oplag 1867), Neue culturhistorische Bilder aus der Schweiz (1864), Wanderstudien aus der Schweiz (I—V 1867—76, VI bind af Ernst Buss 1881) og Die Schweizer daheim und in der Freinde (1874). Han leverede tillige teksten til en række pragtværker om Schweiz og dets bjerge. I 1875 blev han æresborger i Zürich.